# Sebastian Bach
Sebastian Bach (født Sebastian Philip Bierk, den 3. april 1968) er en canadisk heavy metal-sanger. Han huskes bedst for sin tid som forsanger for det amerikanske heavy metal-band, Skid Row.

## Barndom
Han er født i Freeport, Bahamas og flyttede senere sammen med sin familie til Canada. Hans forældre blev skilt, da han var 12 år. Hans far, David Bierk, var en berømt maler og malede blandt andet coveret til Skid Rows 2. album, Slave To The Grind. Hans bror, Zac Bierk, var NHL-målmand, og hans søster, Dylan Bierk, var model. Han og hans kone, Maria Bierk, har to børn, som hedder Paris og London. Hans søn Paris er trommeslager i Metal-bandet Severed Hand, som blandt andet har været opvarmningsband for Sebastian Bach.

## Skid Row
Sebastian Bach blev i 1987 ny forsanger for Skid Row. Det var bandets guitarist, Dave Sabo, der havde hørt ham synge til rockfotografens Mark Weiss' bryllup.
I 1989 blev Sebastian Bach stærkt kritiseret for at bære en T-shirt på scenen med teksten "AIDS Kills Faggot Dead" (AIDS slår bøsser ihjel). Han erklærede senere, at det var meget dumt og forkert af ham at bære T-shirten, og senere donerede han 12.000 $ til bekæmpelse af AIDS.
Efter stor succes med mange millioner solgte albums blev han i 1996 fyret fra Skid Row.

## Efter Skid Row
I 1996 stiftede Sebastian Bach rockbandet Last Hard Men med Jimmy Flernion fra The Frogs, Kelly Deal fra The Breeders og Jimmy Chamberlin fra Smashing Punpkins. Bandet udgav et enkelt album for Atlantic Records, men de besluttede sig for ikke at udgive det. Det blev i stedet udgivet i 1998 på Kelley Deals eget pladeselskab, Nice Records, hvor det dog kun solgte ca. 1000 eksemplar.
I 2003 var Sebastian Bach i en kort periode med i Velvet Revovler, men blev hurtig erstattet af Scott Weiland. Slash forklarede udskiftningen med, at bandet lød ligesom Skid Row.
I 2005 blev Sebastian Bach forsanger for Frameshift, der udgav deres 2. album, An Absence of Empathy.
Siden har han mest optrådt med sit eget band, hvor han i november 2007 udgav sit 3. album, Angel Down.

## Bands
1. Herrenvolk
2. Kid Wikkid
3. Madam X
4. VO5
5. Skid Row
6. The Last Hard Men
7. Sebastian Bach And Friends
8. Band of Doom
9. Frameshift
10. Damnocracy

## Discography

### Med Kid Wikkid
1985 Kid Wikkid / "Maple Metal" / lp & cassette / Attic Records / "Take A Look At Me"/ Canada

### Med Skid Row
- Skid Row (1989)
- Slave to the Grind (1991)
- B-Side Ourselves (1992)
- Subhuman Race (1995)
- Subhuman Beings on Tour (1998)
- 40 Seasons: The Best of Skid Row (1998)

### Med The Last Hard Men
- Scream – "School's Out" (1996)
- The Last Hard Men (2001)

### Solo
- Bring 'Em Bach Alive! (1999)
- Bach 2: Basics (2001)
- Angel Down (2007)

### Med Frameshift
- An Absence of Empathy (2005)

### VHS/DVD
- Oh Say Can You Scream (1991)
- No Frills Video (1993)
- Road Kill (1993)
- Forever Wild (2004)